# بيتر هوفمان
بيتر هوفمان (بالألمانية: Peter Hofmann) (17 أكتوبر 1955 في ألمانيا - ) هو لاعب كرة يد ألمانيا الشرقية وألماني (وحمل سابقاً جنسية ألمانيا الشرقية) في مركز حارس مرمى ‏. شارك في الألعاب الأولمبية الصيفية 1988. ولعب مع نادي فتسلار لكرة اليد.

## وصلات خارجية
- بيتر هوفمان على موقع أوليمبيديا (الإنجليزية)